# Retten til husly
Retten til husly (Retten til en passende bolig eller Retten til et hjem) er en menneskerettighed, der bl.a. er beskyttet i FN's Verdenserklæring om Menneskerettighederne fra 1948 og i FN's konvention fra 1966 om økonomiske, sociale og kulturelle menneskerettigheder. 

## Verdenserklæringen fra 1948
I FN's Verdenserklæring om Menneskerettighederne hedder det i artikel 25, stk. 1:
Enhver har ret til en sådan levefod, som er tilstrækkelig til hans og hans families sundhed og velvære, herunder til føde, klæder, bolig og lægehjælp og de nødvendige sociale goder og ret til tryghed i tilfælde af arbejdsløshed, sygdom, uarbejdsdygtighed, enkestand, alderdom eller andet tab af fortjenstmulighed under omstændigheder, der ikke er selvforskyldt.

## Konventionen fra 1966
FN's konvention fra 1966 om økonomiske, sociale og kulturelle menneskerettigheder trådte i kraft i 1976. I konventionens artikel 11, stk. 1 hedder det:
De i denne konvention deltagende stater anerkender ethvert menneskes ret til en levefod, som er tilstrækkelig for vedkommende selv og vedkommendes familie, herunder passende ernæring, beklædning og bolig og til fortsat forbedring af vedkommendes levevilkår. De deltagende stater vil træffe passende foranstaltninger til at sikre virkeliggørelsen af denne ret, idet de anerkender, at internationalt samarbejde på frivilligt grundlag er af væsentlig betydning i denne henseende.

## Handicapkonventionen fra 2006
FN’s handicapkonvention trådte i kraft i 2008. (For Danmarks vedkommende dog først i 2009.) I konventionens artikel 19, litra a) hedder det:
a) at personer med handicap har mulighed for at vælge deres bopæl, samt hvor og med hvem de vil bo, på lige fod med andre og ikke er forpligtet til at leve i en bestemt boform,